# Мале Трифоново
Мале Три́фоново (рос. Малое Трифоново) — присілок у складі Артемовського міського округу Свердловської області.
Населення — 206 осіб (2010, 220 у 2002).
Національний склад населення станом на 2002 рік: росіяни — 95 %.